# Navamaer
Navamaer é uma competição entre as três escolas de formação de oficiais de carreira das Forças Armadas do Brasil: Escola Naval (EN), Academia Militar das Agulhas Negras (AMAN) e Academia da Força Aérea (AFA).
Ocorre anualmente, e tem como principal objetivo estreitar os laços de amizade entre Marinha, Exército e Aeronáutica.